# Blålök
Blålök (Allium cyaneum) är en växtart i släktet lökar och familjen amaryllisväxter. Arten beskrevs av Eduard August von Regel. Inga underarter finns listade i Catalogue of Life.

## Utbredning
Blålöken växer vilt i Kina, från de södra och sydvästra delarna till centralt i norr. Den odlas även som prydnadsväxt utomhus i andra delar av världen.